# 水落山站
水落山站（：／ Suraksan yeok */?）是首爾地鐵7號線沿線的一座地下車站，位於韓國首爾特別市蘆原區上溪1洞。

## 車站結構
站體為2面3線雙島式月台的地下車站，候車月台設有月台幕門，並有6處出口。
2009年7月17日起東側月台不開放停靠，目前僅使用西側月台。

### 月台配置
| 道峰山 ↑       |
| 下 \| 上 \| 東 |
| ↓ 馬得         |

| 月台            | 路線           | 目的地                                       |
| --------------- | -------------- | -------------------------------------------- |
| 西側 （下行）   | ●首爾地鐵7號線 | 蘆原、論峴、光明十字路口、富平區廳、石南方向 |
| 中間線 （上行） | ●首爾地鐵7號線 | 道峰山、長岩方向                             |
| 東側            | ●首爾地鐵7號線 | 未使用                                       |

## 歷史
- 1996年10月11日：落成啟用。

## 車站周邊
- 紅把福祉院
- 首爾北部地方法院（朝鲜语：서울북부지방법원）
- 首爾北部地方檢察廳
- 北部綜合社會福祉館
- 上溪1洞郵局
- 水落山（朝鲜语：수락산）
- 水落消防分駐所
- 新韓銀行水落山分行

## 圖片

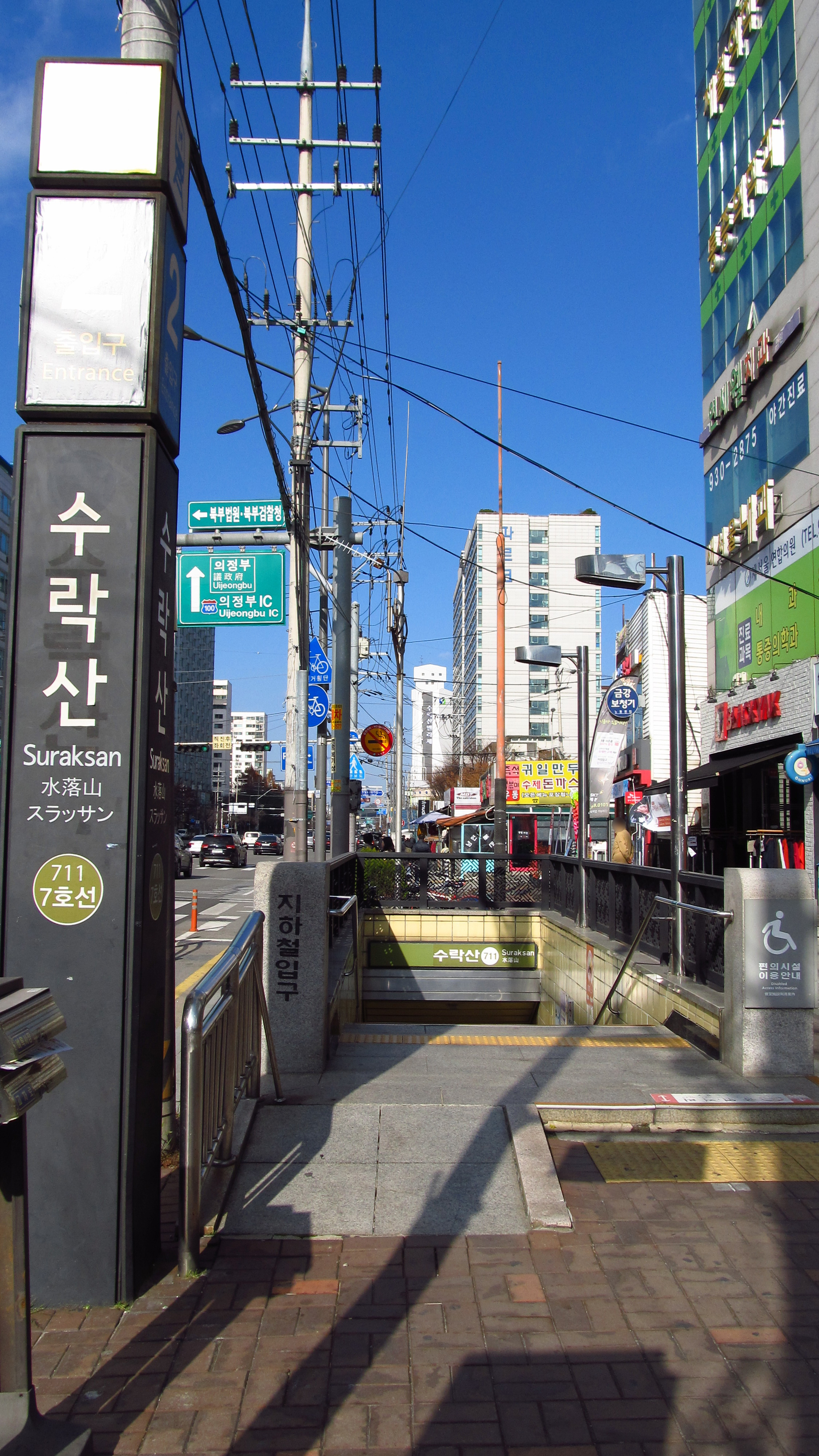
2號出口
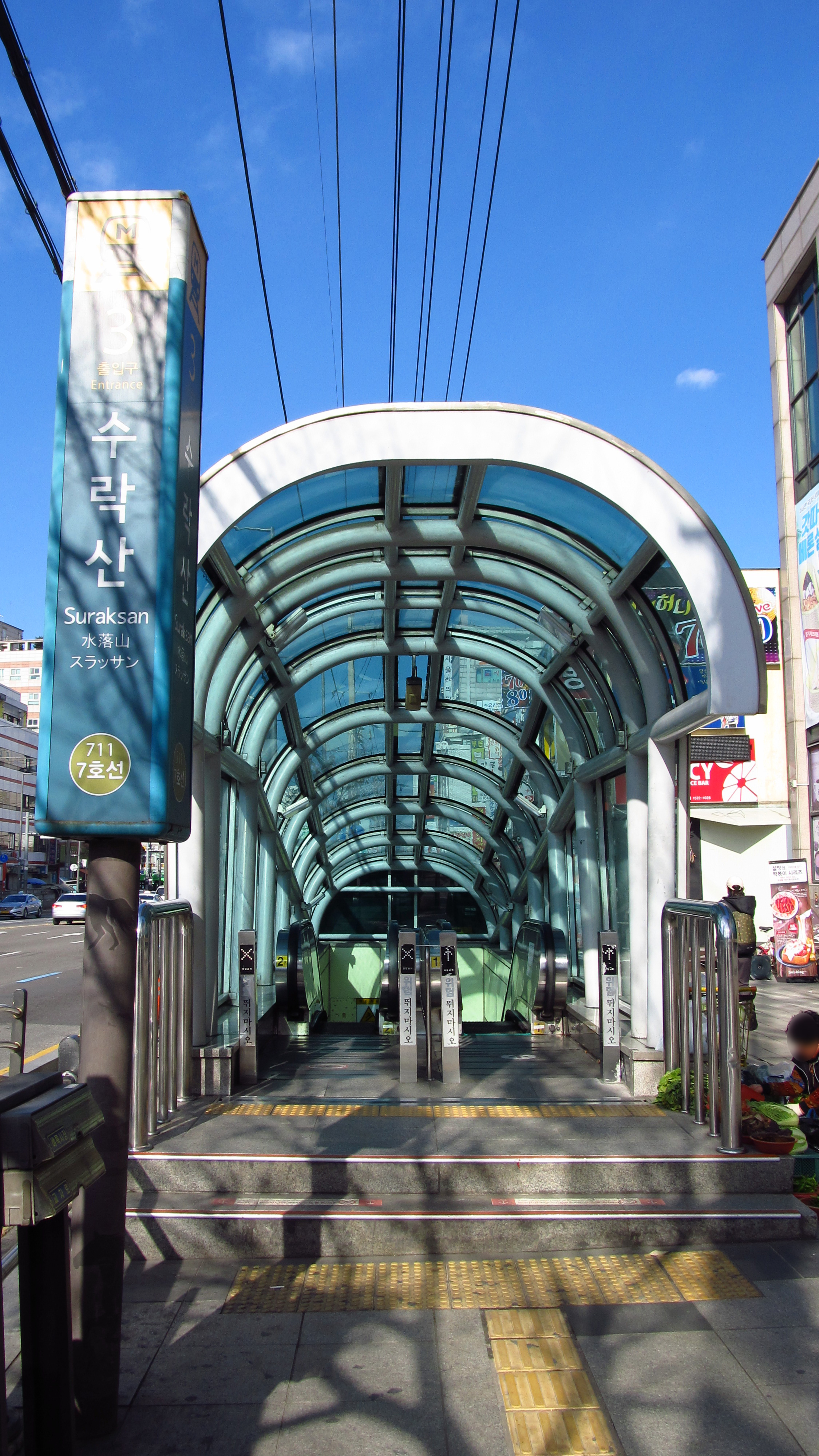
3號出口

## 相鄰車站
首爾交通公社
●首爾地鐵7號線
道峰山（710）－水落山（711）－馬得（712）